# 頬紅

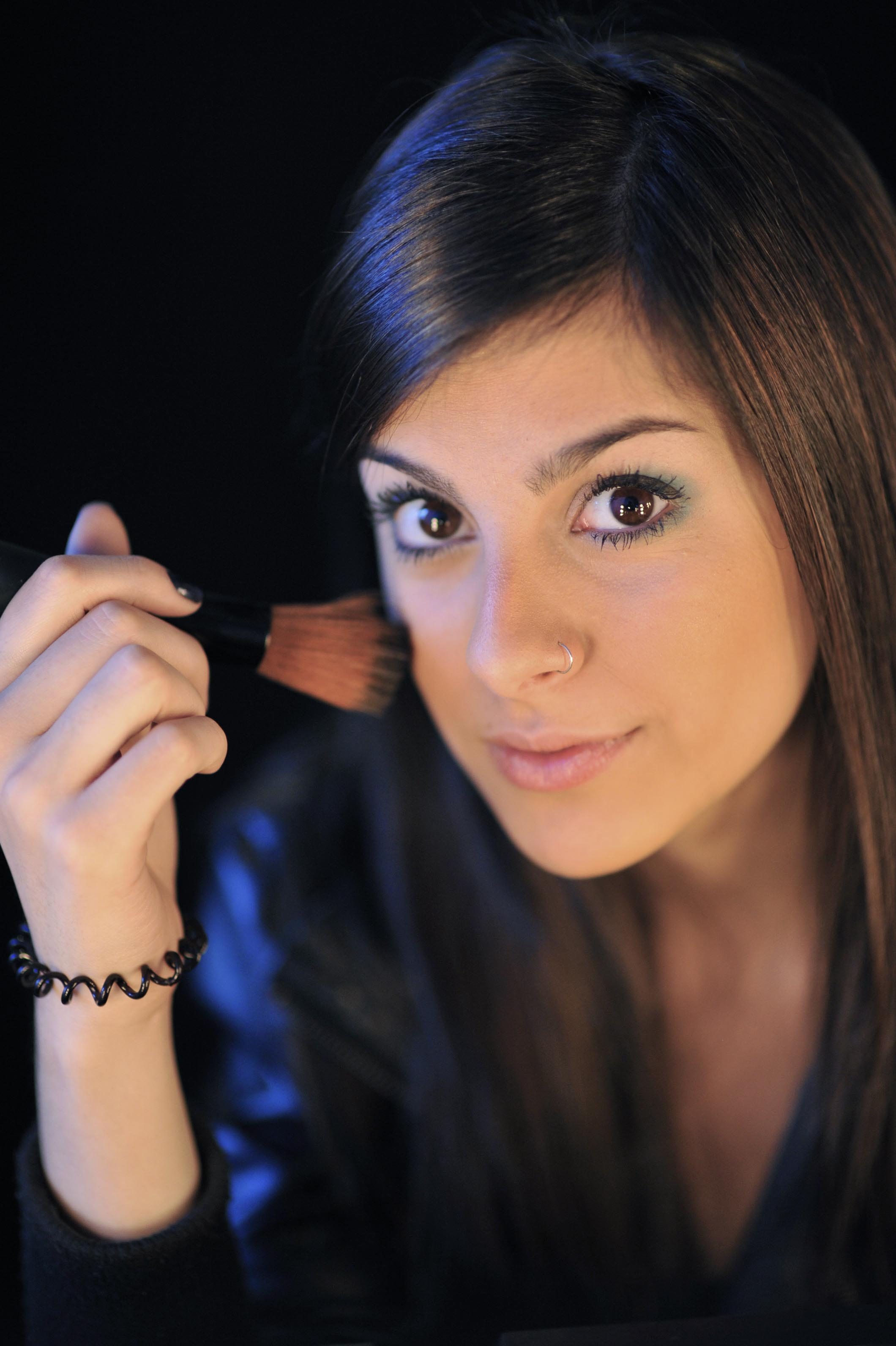
ブラシで頬紅を塗る女性

頬紅（ほおべに）は、主に頬につける化粧品。英語の cheek（頬の意）からチークとも言う。ただし、これはいわゆる和製英語で、商品名として cheek color（チークカラー）、cheek shadow （チークシャドー）などの語が用いられることがあるものの、英語では頬紅のことは blush（ブラッシュ）、フランス語では口紅とともに rouge（ルージュ）ともいう。なお、日本語で「ルージュ」という時はフランス語由来で口紅を指すことが一般的である。
通常は頬骨に沿ってつけ血色よく見せるために使用されるが、肌より明るい色や濃い色を乗せて顔を立体的に見せるという効果も併せ持つ。
色はレッド系・ピンク系・ローズ系・オレンジ系・ブラウン系に大別される。質感のバリエーションとして、ツヤのあるタイプやパール感のあるタイプなどがある。

## 歴史
古代エジプトではクレオパトラ7世が使用したとされる。
日本でも、「鳥毛立女屏風（とりげりゅうじょびょうぶ）」（正倉院蔵）に描かれた女性は頬紅をしており、これは衣装と同様に唐から伝わったものと考えられている。
中国前漢時代に匈奴から紅花の一大産地であった「燕支山」を奪取した際、匈奴の王が「我、燕支山を失ひぬ。わが婦女をして顔色なからしむ」と女性たちの頬紅や口紅の元がなくなってしまうといって嘆いたという記録がある。紅花を使った頬紅が往古の主流の化粧品だったことが良く分かる。
唐代には、額に花紋状の頬紅をさした。匈奴では頬に大きく丸をえがくように、はっきりとした濃い色で頬紅をつける化粧が一般的であった。また中国には妓女などの間に黄色の化粧品で鼻筋を塗り、顔立ちをくっきりと見せるという化粧法があったらしいが、これが現代の「ハイライト」の元祖であろう。
18世紀のフランス上流社会では、瞼の下から頬一杯に紅を塗るのが流行した。真っ赤な頬紅は貴族階級の女性の特権であった。

## 種類

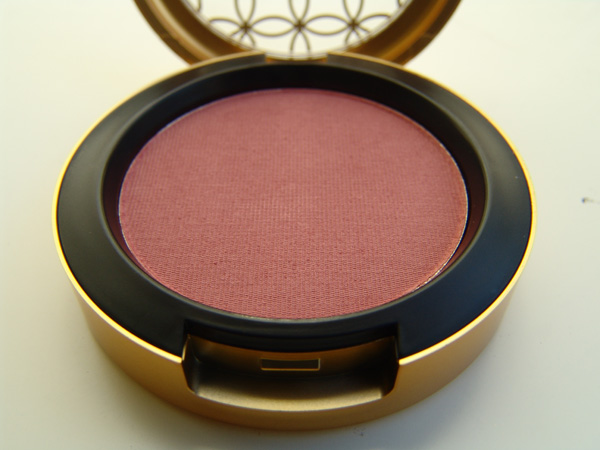
パウダー状の頬紅

形状による分別
パウダータイプサラサラの粉または粉を固めたケーキの状態のもの。パフや大き目のブラシなどにとって頬につける。
クリームタイプ主にスティック状で、口紅と同様に繰り出して使用する。フィット感がよく汗に強い。またつや感を出すのにも適している。
ムースタイプポットからスポンジにとって使用する。フィット感がよく汗に強い。またつや感を出すのにも適している。
目的による分別
チークカラー特に血色よく見せることに重点を置いたチーク。ピンクやオレンジなどの彩度の高い色を使用する。基本的に頬の高い部分につける。
チークシャドー特に顔に立体感を出すことに重点を置いたチーク。主にブラウン系の彩度のやや低い色を使用する。主に顔を正面から見た端の方（フェースライン）につける。